# Fernando Elizari
Fernando Gastón Elizari (5 aprile 1991) è un calciatore argentino, centrocampista dell'América-MG.

## Caratteristiche tecniche
Gioca come trequartista.

## Palmarès
- Campionato argentino: 1

San Lorenzo: 2013 (A)
- Copa Uruguay: 2

Defensor Sporting: 2022, 2023